# Paris-Tours 2001

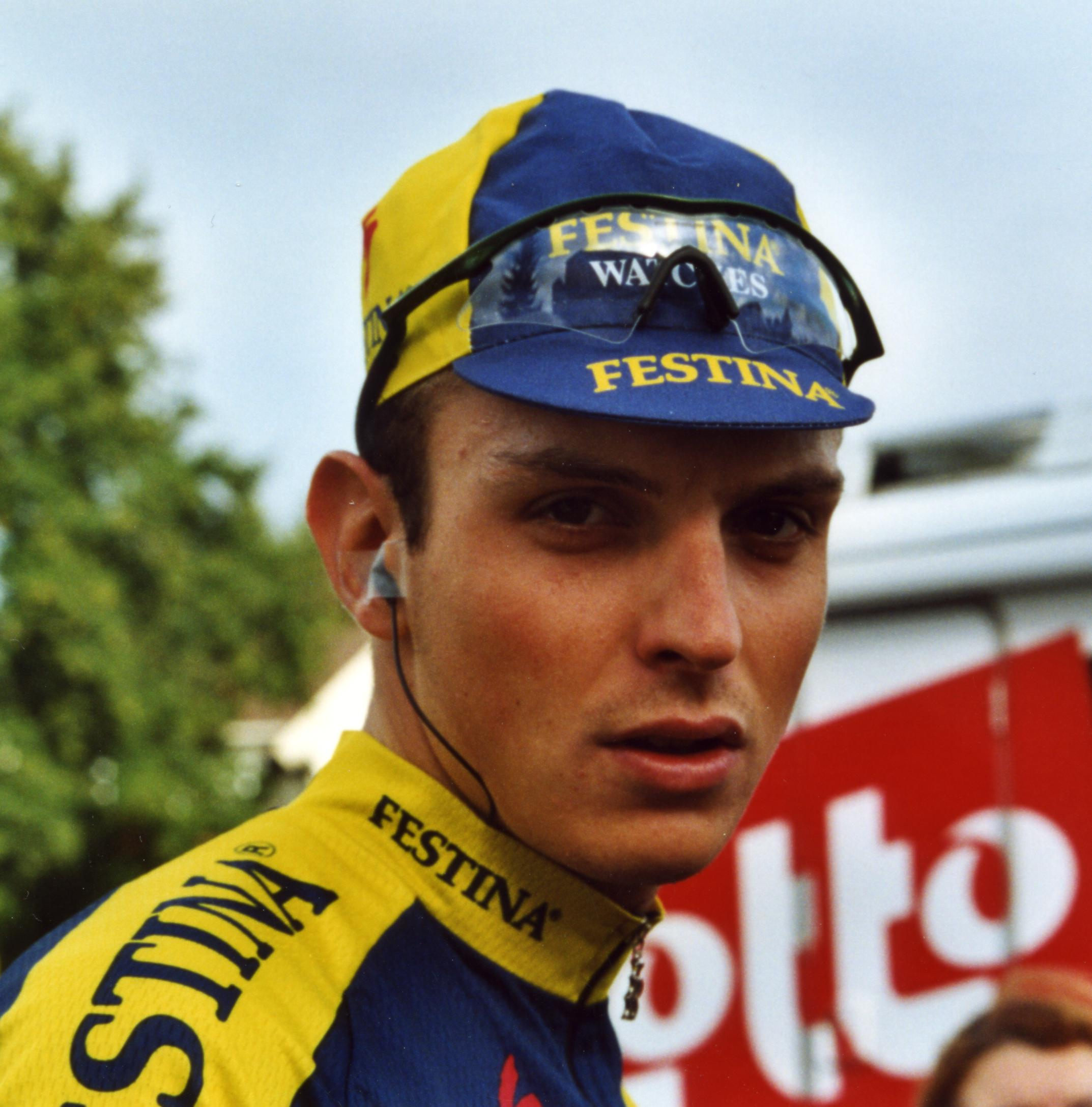
Andy Flickinger

La 95e édition de la course cycliste Paris-Tours, qui s'est disputée le dimanche 7 octobre 2001, est remportée de justesse (2 secondes) par le Français Richard Virenque au terme d'une très longue échappée (240 km) avec un autre français, Jacky Durand. Il signe ainsi sa première victoire après son retour de suspension, victoire qui a d'autant plus surpris à cause de sa réputation d'être un pur grimpeur,.

## Présentation

### Équipes
| Groupes sportifs I (16)- Crédit agricole - CSC-Tiscali - Liquigas-Pata - Tacconi Sport-Vini Caldirola - Lotto-Adecco - Coast-Buffalo - Saeco - Rabobank - Mapei-Quick Step - Lampre-Daikin - Deutsche Telekom - Festina - Fassa Bortolo - Euskaltel-Euskadi - Domo-Farm Frites-Latexco - Cofidis-Le Crédit par Téléphone Groupes sportifs II (8)- Saint-Quentin-Oktos - Jean Delatour - Alessio - La Française des jeux - Bonjour - Collstrop-Palmans - BigMat-Auber 93 - AG2R Prévoyance |
| |

## Récit de la course
Jacky Durand attaque douze kilomètres après le départ, suivi par Richard Virenque. Malgré le fort vent de face, les deux hommes créent un grand écart avec le peloton. Virenque lâche Durand à huit kilomètres de l'arrivée, alors que l'avance du duo a fondu. Le grimpeur français résiste aux sprinteurs et gagne avec quelques dizaines de mètres d'avance sur Óscar Freire et Erik Zabel.

## Classement final
| \| Classement général \| Classement général \| Classement général \| Classement général \| Classement général \| \| Coureur \| Coureur \| Pays \| Équipe \| Temps \| \| ------------------ \| ------------------- \| ------------------ \| ------------------------------- \| ------------------ \| \| 1er \| Richard Virenque \| France \| Domo-Farm Frites-Latexco \| 6 h 58 min 32 s \| \| 2e \| Óscar Freire \| Espagne \| Mapei-Quick Step \| + 2 s \| \| 3e \| Erik Zabel \| Allemagne \| Deutsche Telekom \| + 2 s \| \| 4e \| Thor Hushovd \| Norvège \| Crédit Agricole \| + 2 s \| \| 5e \| Andrej Hauptman \| Slovénie \| Tacconi Sport-Vini Caldirola \| + 2 s \| \| 6e \| Romāns Vainšteins \| Lettonie \| Domo-Farm Frites-Latexco \| + 2 s \| \| 7e \| Alessandro Petacchi \| Italie \| Fassa Bortolo \| + 2 s \| \| 8e \| Jaan Kirsipuu \| Estonie \| AG2R Prévoyance \| + 2 s \| \| 9e \| Niko Eeckhout \| Belgique \| Lotto-Adecco \| + 2 s \| \| 10e \| Zbigniew Spruch \| Pologne \| Lampre-Daikin \| + 2 s \| \| 11e \| Luca Paolini \| Italie \| Mapei-Quick Step \| + 2 s \| \| 12e \| Guennadi Mikhailov \| Russie \| Lotto-Adecco \| + 2 s \| \| 13e \| Erik Dekker \| Pays-Bas \| Rabobank \| + 2 s \| \| 14e \| Jo Planckaert \| Belgique \| Cofidis-Le Crédit par Téléphone \| + 2 s \| \| 15e \| Andreï Tchmil \| Belgique \| Lotto-Adecco \| + 2 s \| \| 16e \| Nicola Loda \| Italie \| Fassa Bortolo \| + 2 s \| \| 17e \| Arvis Piziks \| Lettonie \| CSC-Tiscali \| + 2 s \| \| 18e \| Sergueï Ivanov \| Russie \| Fassa Bortolo \| + 2 s \| \| 19e \| Stefan Adamsson \| Suède \| Team Coast-Buffalo \| + 2 s \| \| 20e \| Marc Lotz \| Pays-Bas \| Rabobank \| + 2 s \| |                     |           |                                 |                 |
| |                     |           |                                 |                 |
| |                     |           |                                 |                 |
| Classement général |                     |           |                                 |                 |
| Coureur | Coureur             | Pays      | Équipe                          | Temps           |
| 1er | Richard Virenque    | France    | Domo-Farm Frites-Latexco        | 6 h 58 min 32 s |
| 2e | Óscar Freire        | Espagne   | Mapei-Quick Step                | + 2 s           |
| 3e | Erik Zabel          | Allemagne | Deutsche Telekom                | + 2 s           |
| 4e | Thor Hushovd        | Norvège   | Crédit Agricole                 | + 2 s           |
| 5e | Andrej Hauptman     | Slovénie  | Tacconi Sport-Vini Caldirola    | + 2 s           |
| 6e | Romāns Vainšteins   | Lettonie  | Domo-Farm Frites-Latexco        | + 2 s           |
| 7e | Alessandro Petacchi | Italie    | Fassa Bortolo                   | + 2 s           |
| 8e | Jaan Kirsipuu       | Estonie   | AG2R Prévoyance                 | + 2 s           |
| 9e | Niko Eeckhout       | Belgique  | Lotto-Adecco                    | + 2 s           |
| 10e | Zbigniew Spruch     | Pologne   | Lampre-Daikin                   | + 2 s           |
| 11e | Luca Paolini        | Italie    | Mapei-Quick Step                | + 2 s           |
| 12e | Guennadi Mikhailov  | Russie    | Lotto-Adecco                    | + 2 s           |
| 13e | Erik Dekker         | Pays-Bas  | Rabobank                        | + 2 s           |
| 14e | Jo Planckaert       | Belgique  | Cofidis-Le Crédit par Téléphone | + 2 s           |
| 15e | Andreï Tchmil       | Belgique  | Lotto-Adecco                    | + 2 s           |
| 16e | Nicola Loda         | Italie    | Fassa Bortolo                   | + 2 s           |
| 17e | Arvis Piziks        | Lettonie  | CSC-Tiscali                     | + 2 s           |
| 18e | Sergueï Ivanov      | Russie    | Fassa Bortolo                   | + 2 s           |
| 19e | Stefan Adamsson     | Suède     | Team Coast-Buffalo              | + 2 s           |
| 20e | Marc Lotz           | Pays-Bas  | Rabobank                        | + 2 s           |

### Classement UCI
La course attribue des points à la Coupe du monde de cyclisme sur route 2001 selon le barème suivant :
| Position           | 1er | 2e | 3e | 4e | 5e | 6e | 7e | 8e | 9e | 10e | 11e | 12e | 13e | 14e | 15e | 16e | 17e | 18e | 19e | 20e | 21e | 22e | 23e | 24e | 25e |
| Classement général | 100 | 70 | 50 | 40 | 36 | 32 | 28 | 24 | 20 | 16  | 15  | 14  | 13  | 12  | 11  | 10  | 9   | 8   | 7   | 6   | 5   | 4   | 3   | 2   | 1   |